# Initiative populaire « Interdiction de l'absinthe et révision correspondante de l'article 31b »
L'initiative populaire « Interdiction de l'absinthe et révision correspondante de l'article 31b » est une initiative populaire suisse, approuvée par le peuple et les cantons le 5 juillet 1908.

## Contenu
L'initiative propose de modifier l'article 31 de la Constitution fédérale en ajoutant, dans la liste des réserves des libertés de commerce et d'industrie, la fabrication, l'importation, le transport, la vente et la détention pour la vente de l'absinthe et de « toutes les boissons qui, sous une dénomination quelconque, constitueraient une imitation de l'absinthe ».
Le texte complet de l'initiative peut être consulté sur le site de la Chancellerie fédérale.

## Déroulement

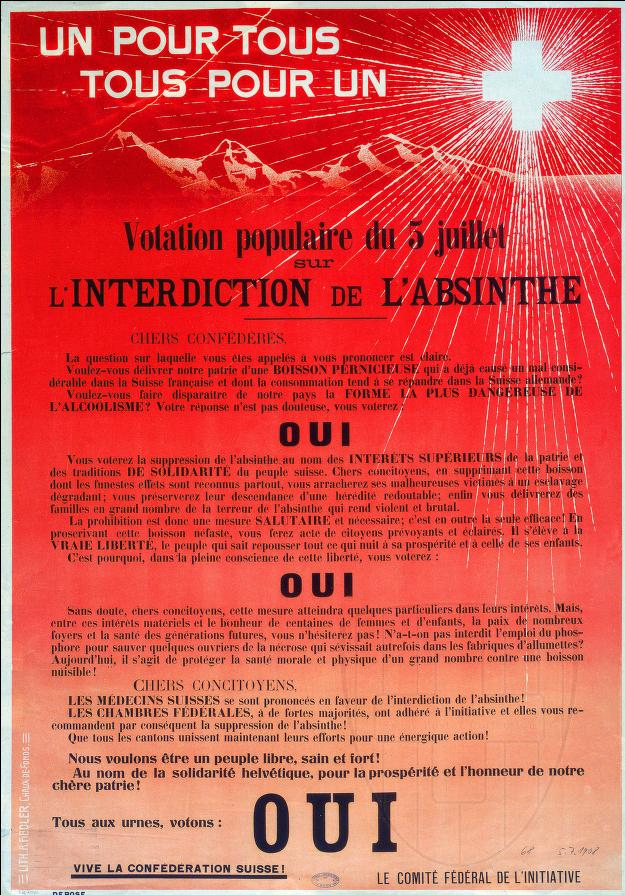
Affiche appelant à accepter l'initiative.

### Contexte historique
Dès la seconde moitié du XIXe siècle, la culture et la distillation de l'absinthe représentent une part importante de l'économie du Val-de-Travers qui exporte en France voisine une grande partie de sa production malgré des études médicales mettant en garde contre les abus de cette boisson, liés en particulier à sa teneur importante en thuyone.
Le 28 août 1905, un ouvrier vigneron de Commugny tue sa femme sous l'emprise de l'absinthe ; ce fait divers va provoquer la mise en place de la prohibition dans les cantons de Vaud en 1906 et de Genève l'année suivante. Quelques mois plus tard, l'avocat neuchâtelois originaire de La Chaux-de-Fonds Auguste Monnier propose à la Délégation antialcoolique cantonale d'étendre cette interdiction sur le plan fédéral ; une décision dans ce sens est prise par l'assemblée le 17 décembre 1905 : l'interdiction est proposée via une initiative populaire et un comité d’initiative est créé dans ce but.

### Récolte des signatures et dépôt de l'initiative
La récolte des 50 000 signatures nécessaires a débuté le 17 décembre 1905. Le 31 janvier 1907, l'initiative a été déposée à la chancellerie fédérale qui l'a déclarée valide le 22 février 1907.

### Discussions et recommandations des autorités
Alors que le Conseil fédéral recommande le rejet de cette initiative, le parlement, lui, préfère recommander son acceptation. Dans son message à L'assemblée, le gouvernement, tout en précisant son « accord pour le fond avec les initiants », déplore un certain flou dans sa formulation (en particulier quant au manque de clarté sur les boissons considérées comme des imitations ainsi que sur une confusion entre la liqueur d'absinthe et la plante elle-même).

### Votation
Soumise à la votation le 5 juillet 1908, l'initiative est acceptée par 17 6/2 cantons et par 63,5 % des suffrages exprimés. Le tableau ci-dessous détaille les résultats par cantons :

## Effets

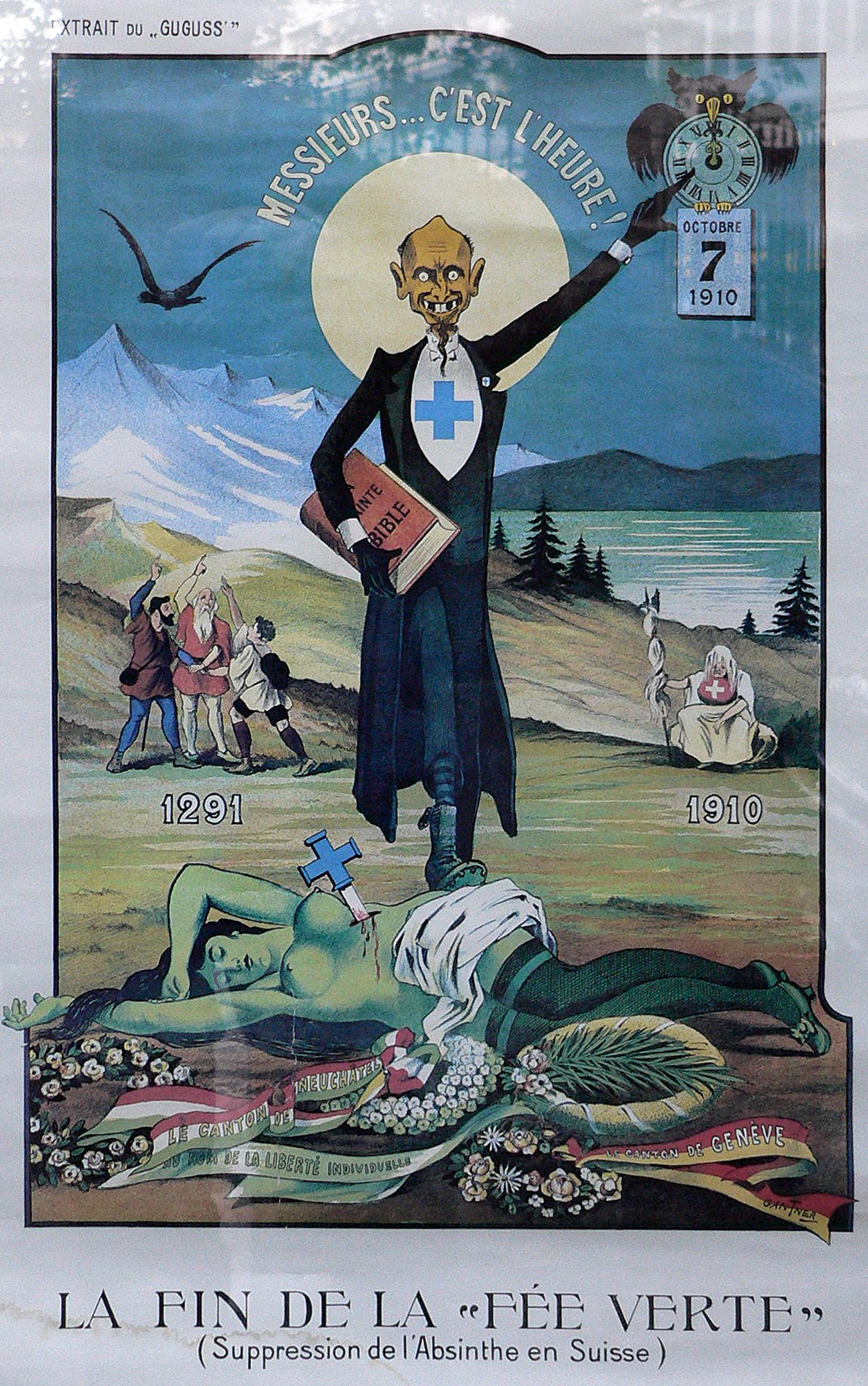
Affiche critiquant l'interdiction de l'absinthe

À la suite de l'acceptation de l'initiative, le gouvernement suisse édicte, le 24 juin 1910, une « loi fédérale sur l'interdiction de l'absinthe » qui précise différents points laissés dans le flou par le texte de l'initiative, et en particulier ce qui est considéré comme imitations de l'absinthe.
Surtout dans la région du Val-de-Travers, berceau de la production d'absinthe, sa distillation a perduré malgré l'interdiction. Les forêts alentour servaient de cachette des bouteilles. 
Lors de la révision de la Constitution fédérale en 1999, la disposition sur l'interdiction de l'absinthe est supprimée. Sur la proposition du Conseiller aux États Jean-Claude Cornu déposée en 2002, relayant une demande de l’Association Région Val-de-Travers, la loi spécifique sur cette interdiction est levée en 2004, l'absinthe n'étant plus depuis considérée que comme un spiritueux normal.
La légalisation en 2005 permet à une soixantaine de distilleries d'absinthe, qui ne s'étaient jamais éteintes mais opéraient dans l'illégalité, de relancer une activité commerciale légale. Certains petits producteurs refusent cependant le cadre légal établi et préfèrent poursuivre leur activité dans l'illégalité. En effet, le cadre légal requiert une limite de 45 degrés d'alcool, alors que l'absinthe devient trouble en dessous de 52 degrés.